# 南禪寺 (無錫)
31°34′07″N 120°18′14″E / 31.56864°N 120.30400°E
南禅寺是江苏省无锡市南门附近的一处佛教寺庙，为南朝四百八十寺之一的古名刹。其毗邻古运河畔，与世界遗产大运河无锡段保护点清名桥历史文化街区相接。

## 发展历史

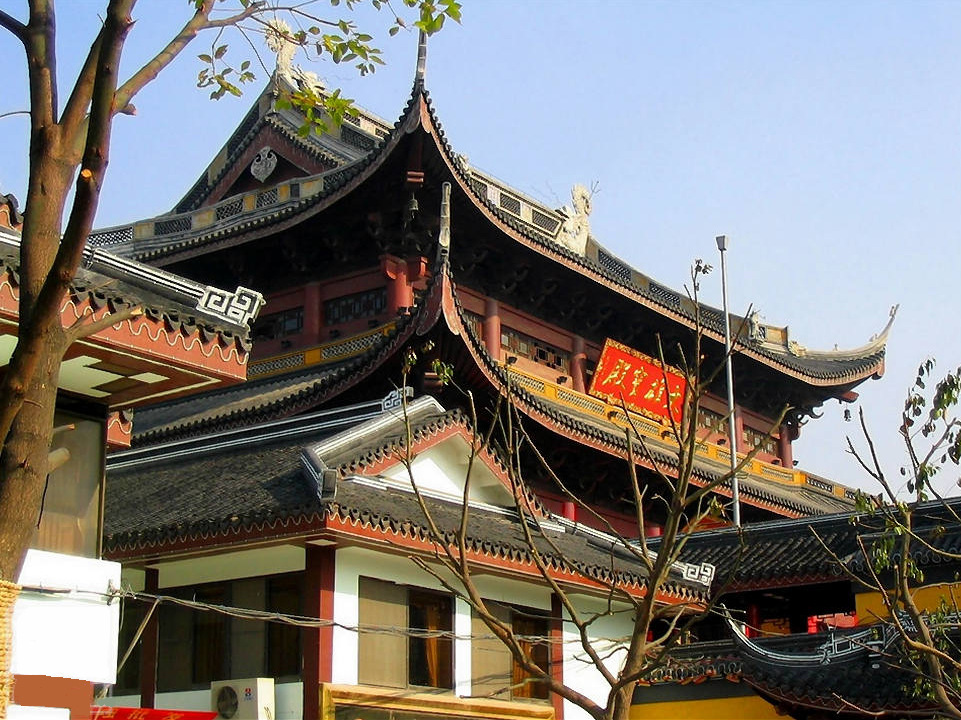
大雄宝殿

南禅寺始建于南朝梁武帝太清年间（547年4月—549年12月），据清代《重修无锡南禅寺碑记》中载：“梁溪十大刹，首惠山，次南禅，属南朝四百八十寺之一”。寺初名“护国寺”，唐高宗咸亨年间改“灵山寺”，北宋天圣年间赐名“福圣禅院”，因处城南，遂俗称为“南禅寺”。:125-127作为江南名刹，南禅寺曾驻锡过众多名僧，如南宋之兀庵普宁、明清之诗僧静荪等。:244-245
南禅寺东侧，建有七级浮屠妙光塔，为北宋雍熙年间所筑，“妙光”二字为宋徽宗钦赐。该塔命运多揣，元、明两代历遭祝融，塔身无存，直至明宣德二年（1427）由主持一苇发愿重建，经九年方告完工。此后，明、清、民国时期均有修缮，宝塔得以存世至今。:125-127
1949年后，南禅寺废，改作民居，妙光塔亦险为拆除。是时正1974年4月江苏溧阳地震，无锡亦狂风骤起，妙塔顶避雷针遭吹落，砸中塔旁一民居。事后，修与不修成了难题，在破四旧正兴之下，无锡市革委会拨款2万元下令拆除，惟由于需要拆塔的脚手架毛竹一时无法买到，只得作罢。不久文革结束，1980年起，无锡市人民政府予以修缮，并在老建筑工鲍阿五的指引下，挖掘出明代须弥座、莲花座、青石香炉等文物。南禅寺亦于此时恢复。:125-127:135-136

## 整体布局
南禅寺寺前旧有牌坊，坊额“江南最胜丛林”为明代无锡籍浙江布政使龚勉所题，现移至古运河南禅寺码头处，寺前另建大牌坊一座；寺内，有天王殿、大雄宝殿、藏经阁、观音殿、地藏王殿、法堂、斋堂、寮房等建筑。以南禅寺为核心的周边地区，则有宗教文化、古玩字画、书城和美食街等旅游休闲为主的步行街区，这一街区已于2012年获评为国家4A级景区。

## 寺院轶事
据明《南禅寺重修塔碑记载》：南禅寺之西有梁溪，溪之脉与惠山第二泉通。父老相传云：“昔有巨蛟蜿蜒其中，每天地晦暝，辄兴风雨，喷腥涛，居民震怖，商贾怀忧。”宋雍熙时，有一奇僧驻锡于寺中，对众人说道：“建浮屠可镇蛟龙。”说完便消失不见，众人疑是泗州寺的僧伽（佛门以僧伽为观音菩萨化身）。旋寺塔告工毕，僧人欲设僧伽像于其中。此时，主持梦一神人告曰：“毋劳再塑，泗州有三身，可往求之。”主僧往求，果得。而又有一僧人，梦有紫衣僧告曰：“愿附舟往无锡南禅。”梦醒，适僧伽像到，遂载与俱，置于浮屠之中。:17
明嘉靖年间，有一陕西口音的胖和尚至南禅寺，自称身有奇术，人皆不信。惟附近一叫曹瀛寓之人与胖大和尚往来密切。一日，胖大和尚告曹将要离锡，并谓：“从现在起的27年中你将遭三大劫难，我可迟走几天来报答你对我的厚意。”旋即拿纸笔画一龙一虎一剧盗送给曹。曹看后不解其意。胖大和尚沉思半日，又说：“我要为你设坛祭祷消灾。”祭祷七天七夜后，胖和尚在龙下添一箬篷，在虎下添一梅树，在剧盗下添一束草荐，并画三条符咒，嘱曹将它烧成灰放入酒中饮掉，遂告别。此后某日，曹在外遇盗，仓皇逃回家中，盗贼迫至家，破门而入，曹隐身草荐中，才免遭剧盗袭击；又一日曹乘船经五里湖，忽遇龙卷风，曹所乘之船沉默，人皆淹死，只有曹凭一芦苇生还；再一日曹葬父，觅地至五浪山，远远看见一只黑虎正朝他急奔而来。曹心急中慌忙爬上一棵老梅树，虎即离去。而曹瀛寓去世时正好是胖大和尚离开他27年，这时大家才相信胖大和尚真是一个奇人。:42-43